# Elefántcsontpart az 1976. évi nyári olimpiai játékokon
Elefántcsontpart a kanadai Montréalban megrendezett 1976. évi nyári olimpiai játékok egyik részt vevő nemzete volt. Az országot az olimpián 1 sportágban 8 sportoló képviselte, akik érmet nem szereztek.

## Atlétika
Férfi
| Versenyző                                                          | Versenyszám     | Előfutam | Előfutam | Előfutam | Negyeddöntő | Negyeddöntő | Negyeddöntő | Elődöntő | Elődöntő | Elődöntő | Döntő   | Döntő    |
| Versenyző                                                          | Versenyszám     | Idő      | Hely.    | Össz.    | Idő         | Hely.       | Össz.       | Idő      | Hely.    | Össz.    | Idő     | Helyezés |
| ------------------------------------------------------------------ | --------------- | -------- | -------- | -------- | ----------- | ----------- | ----------- | -------- | -------- | -------- | ------- | -------- |
| Amadou Méité                                                       | 100 m           | 10,53    | 2.       | 9.**     | 10,45       | 3.          | 9.          | 10,46    | 6.       | 10.      | kiesett | kiesett  |
| Georges Kablan Degnan                                              | 200 m           | 21,57    | 3.       | 23.*     | 20,91       | 2.          | 7.          | 21,14    | 5.       | 8.*      | kiesett | kiesett  |
| Avognan Nogboun                                                    | 400 m           | 48,24    | 6.       | 34.      | kiesett     | kiesett     | kiesett     | kiesett  | kiesett  | kiesett  | kiesett | kiesett  |
| Arsène Kra Konan Georges Kablan Degnan Gaston Kouadio Amadou Méité | 4 × 100 m váltó | 40,23    | 6.       | 13.      |             |             |             | 40,64    | 7.       | 14.      | kiesett | kiesett  |

| Versenyző         | Versenyszám   | Selejtező | Selejtező | Döntő    | Döntő    |
| Versenyző         | Versenyszám   | Eredmény  | Helyezés  | Eredmény | Helyezés |
| ----------------- | ------------- | --------- | --------- | -------- | -------- |
| Brou Kouakou      | Távolugrás    | 720 cm    | 28.       | kiesett  | kiesett  |
| Jacques Aye Abehi | Gerelyhajítás | 78,40 m   | 17.       | kiesett  | kiesett  |

Női
| Versenyző        | Versenyszám | Előfutam | Előfutam | Előfutam | Negyeddöntő | Negyeddöntő | Negyeddöntő | Elődöntő | Elődöntő | Elődöntő | Döntő   | Döntő    |
| Versenyző        | Versenyszám | Idő      | Hely.    | Össz.    | Idő         | Hely.       | Össz.       | Idő      | Hely.    | Össz.    | Idő     | Helyezés |
| ---------------- | ----------- | -------- | -------- | -------- | ----------- | ----------- | ----------- | -------- | -------- | -------- | ------- | -------- |
| Céléstine N'Drin | 400 m       | 54,13    | 7.       | 34.      | kiesett     | kiesett     | kiesett     | kiesett  | kiesett  | kiesett  | kiesett | kiesett  |
| Céléstine N'Drin | 800 m       | 2:04,54  | 6.       | 26.*     |             |             |             | kiesett  | kiesett  | kiesett  | kiesett | kiesett  |

* - egy másik versenyzővel azonos időt ért el

** - két másik versenyzővel azonos időt ért el